# Liste in Guyana vorhandener Dampflokomotiven
Dies ist eine Liste erhaltener Dampflokomotiven auf dem Gebiet von Guyana.

## Lokomotiven mit 610 mm
| Foto | Nummer oder Name            | Bauart / Achsfolge | Hersteller       | Fabrik-nr. | Baujahr | Historie | Eigentümer / Betreiber / Strecke | Bemerkungen |
| ---- | --------------------------- | ------------------ | ---------------- | ---------- | ------- | -------- | -------------------------------- | ----------- |
|      | Hecht, Pfeiffer & Co. No. ? | B                  | Krauss (München) | 4605       | 1901    |          | Peter's Mine, Cuyuni-Bartica     | [ 1 ]       |